# ماجراجویی کینکت!
ماجراهای کینکت! یک بازی ویدیویی ورزشی است که توسط مایکروسافت استودیوز گیم برای ایکس باکس ۳۶۰ منتشر شده است. این مجموعه در سال ۲۰۱۰ منتشر شد و شامل پنج بازی کوچک ماجراجویی و ورزشی است و توسط استودیو گود ساینس ، یکی از شرکت های مایکروسافت استودیوز ساخته شده است. این بازی از دوربین حرکتی کینکت بهره می برد و به عنوان یک بازی بسته ای با کنسول ارائه شد. این بازی در نمایشگاه الکترونیکی سرگرمی ۲۰۱۰ رونمایی شد و با فروش ۲۴ میلیون دستگاه در سراسر جهان ، به عنوان پرفروش ترین بازی ایکس باکس ۳۶۰ شناخته شد.

## نمایشنامه های بازی
ماجراهای کینکت! از حرکت کامل بدن استفاده می کند تا بازیکن بتواند در انواع بازی های کوچک ، که در همه آنها بازی چند نفره پرش در ، پرش وجود دارد ، شرکت کند. هر بازی کوچک حدود سه دقیقه طول می کشد. در حالی که بیشتر بازی های کوچک رفلکس ریج(Reflex Ridge) در حالت دو نفره همکاری می کنند ، یک بازی رقابتی است. این بازی همچنین از چند نفره ایکس باکس لایو پشتیانی می کند. در بسیاری از نقاط بازی ، دوربین RGB کینکت عکس می گرفت که به بازیکن (ها) نشان داده می شد و در دستگاه ذخیره سازی ذخیره می شد. سپس می توان این موارد را در بازی مشاهده کرد ، با آپلود این موارد در یک مخزن خصوصی در KinectShare.com که اکنون از کار افتاده و در رایانه بارگیری می شود یا در سایت های شبکه های اجتماعی بارگذاری می شود.
هدف از همه بازی های کوچک این است که بیشترین تعداد پین های ماجراجویی را بدست آورید ، که به روش های مختلف جمع آوری می شوند. پین های ماجراجویی مدال های بازیکن (بازیکنان) را کسب می کنند که در حالت داستانی ، پیشرفت را تحت تأثیر قرار می دهند. مدال ها می توانند برنز ، نقره ، طلا و پلاتین باشند تا حداقل از اکثر سنجاق های مورد نیاز برای به دست آوردن هر کدام.
ماجراجویی کینکت! به عنوان یک بسته بازی همچنین شامل ویژگی هایی است که به کاربران در تنظیم و استفاده صحیح از سنسور کینکت کمک می کند.

### انواع بازی ها
- ۲۰۰۰۰ نشتی

۲۰۰۰۰ نشتی در یک مکعب شیشه ای در زیر آب قرار گرفته است. بازیکنان اندام و سر خود را به گونه ای قرار می دهند که ترک ها را وصل کنند زیرا خرچنگ ، ماهی ، و رئیسانی مانند کوسه و شمشیر ماهی باعث ترک خوردگی و سوراخ شدن مکعب می شوند. با افزایش دشواری ، باید حداکثر پنج نشت همزمان داشته باشید تا پین های ماجراجویی را بدست آورید. هر بازی شامل سه موج است که با پایان زمان انقضا یا تمام نشتی ها به پایان می رسد. زمان اضافی باقیمانده در پایان هر موج به مجموع پین ماجراجویی اضافه می شود. این نام اشاره ای است به رمان ۲۰۰۰۰ لیگ زیر دریا نوشته ژول ورن.  
- رودخانه راش

در رودخانه راش(River Rush) ، یک یا دو بازیکن در یک قایق می ایستند و با هم کار می کنند تا سنجاق های ماجراجویی را که در سراسر راپیدهای پیچ در پیچ پراکنده شده‌اند ، به‌دست آورند. کنترل قایق با پله چپ یا راست برای هدایت ، و با پرش برای پرش قایق کنترل می شود. مکانهای مخفی زیادی وجود دارد که بازیکنان با گرفتن رمپ می توانند به آنها دسترسی پیدا کنند. در آنجا نقاط ماجراجویی قابل توجهی بیشتر از رودخانه است.  برخورد به بشکه ها ، چوب ها ، مارکرها یا نشانگرهای سریع باعث می شود بازیکن امتیاز از دست ندهد ، اما آن را دقیقاً مانند بازی حفظ می کند.
- توپ رالی

توپ رالی(Rally Ball) یک کلون بریک اوت است ، اما همچنین مشابه هندبال است . بازیکنان از اندام و سر خود برای زدن توپ به بلوک ها و اهدافی که در انتهای راهرو مجازی قرار دارند استفاده می کنند. هنگامی که اهداف خاصی اصابت می کند ، توپ به چندین توپ تقسیم می شود که می توان همزمان آنها را کنترل کرد. هر بازی شامل سه دور است ، هر کدام مجموعه ای متفاوت از بلوک ها و اهداف دارند. دورها با پایان یافتن زمان یا از بین رفتن تمام بلوک ها و اهداف به پایان می رسند. زمان اضافی باقیمانده در پایان هر دور به مجموع پین ماجراجویی اضافه می شود. 
- رفلکس ریج

رفلکس ریج(Reflex Ridge) یک بازی الهام گرفته از دو و میدانی است ، اما روی یک سکو متحرک و در محیطی شبیه غلتک چوبی یا مینی کارت انجام می شود. یک یا دو بازیکن (در صفحه تقسیم شده ) بر روی یک سکو مسابقه می دهند ، از موانع می پرند ، از موانع دور می شوند و برای جلوگیری از برخورد سر آنها به تیرهای پایین ، برزخ می شوند. پرش در محل باعث می شود که سکو در امتداد ریل خود با سرعت بیشتری حرکت کند. پین های ماجراجویی با جلوگیری از موانع یا لمس موانعی که در طول دوره پراکنده شده‌اند ، کسب می شوند. در صورتی که بازیکنان در نهایت با کلاهبرداری ، بنک زدن و برخورد با موانع برخورد کنند و یا موانعی را که در سراسر آن پراکنده شده اند لمس کنند ، آنها به دست نمی‌آورند. این بازی با زمان اضافی که در پایان دوره به مجموع پین ماجراجویی اضافه می شود ، زمان بندی شده است. 
- پاپ فضایی

در پاپ فضایی(Space Pop) ، توپ های شفاف (حباب صابون) بین سوراخ های دیوارها ، کف ها و سقف های یک اتاق مجازی با جاذبه صفر شاتل هستند. بازیکنان سعی می کنند با دست زدن به حباب ها ، پین های ماجراجویی را بدست آورند. پاپ فضایی با استفاده از عمق ، بازیکنان را ملزم می کند تا به سمت سنسور حرکت کرده و از آن دور شوند. برای حرکت به سمت بالا ، بازیکنان می توانند بازوهای خود را بزنند ، و برای اینکه در ارتفاع فعلی بمانند ، بازیکنان بازوهای خود را به طرفین خود نگه دارند.  

## انتشار
بسته های کینکت پیش سفارش شامل کارتی با کدهای قابل بازخرید برای دو سطح انحصاری رالی بال(Rallyball) و یک سطح انحصاری رفلکس ریج(Reflex Ridge) و همچنین یک پایه هلی کوپتر برای استفاده با ایکس باکس لایو آواتار بود. 

## جستار های وابسته
اکس باکس
کینکت
ایکس باکس ۳۶۰